# Unité urbaine de Saint-Tropez
L'unité urbaine de Saint-Tropez est une unité urbaine française située dans le département du Var et la région Provence-Alpes-Côte d'Azur.

## Données générales
En 2010, selon l'INSEE, l'unité urbaine était composée de trois communes.
En 2020, à la suite d'un nouveau zonage, elle est composée des trois mêmes communes. 
En 2022, avec 8 149 habitants, elle représente la 17e unité urbaine du département du Var.
En 2019, sa densité de population s'élève à 120 hab/km2. Par sa superficie, elle représente 1,2 % du territoire départemental et, par sa population, elle regroupe 0,8 % de la population du département du Var.

## Délimitation de l'unité urbaine en 2020
Elle est composée des trois communes suivantes :
| Nom          | Code Insee | Département | Statut       | Superficie (km2) | Population (dernière pop. légale) | Densité (hab./km2) | Modifier                                    |
| ------------ | ---------- | ----------- | ------------ | ---------------- | --------------------------------- | ------------------ | ------------------------------------------- |
| Gassin       | 83065      | Var         | ville-centre | 24,74            | 2 674 (2022)                      | 108                | modifier les données · modifier les données |
| Saint-Tropez | 83119      | Var         | ville-centre | 11,18            | 3 586 (2022)                      | 321                | modifier les données · modifier les données |
| Ramatuelle   | 83101      | Var         | banlieue     | 35,57            | 1 889 (2022)                      | 53                 | modifier les données · modifier les données |

## Démographie
| 1968  | 1975  | 1982  | 1990   | 1999   | 2008   | 2013  | 2019  |
| ----- | ----- | ----- | ------ | ------ | ------ | ----- | ----- |
| 8 490 | 8 155 | 9 992 | 10 321 | 10 285 | 10 457 | 9 265 | 8 580 |